# Fabio Enzo
Fabio Enzo (Cavallino, 22 giugno 1946 – San Donà di Piave, 11 gennaio 2021) è stato un calciatore italiano, di ruolo attaccante.

## Carriera
Iniziò all'età di 12 anni nella squadra del suo paese, Cavallino-Treporti, in provincia di Venezia. Dopo i trascorsi nelle giovanili nel Venezia e le prime 6 presenze in Serie C con la maglia della Salernitana, disputa il campionato 1965-1966 con la maglia della Tevere Roma. Da lì si trasferisce alla Roma, con la quale esordisce in Serie A nel 1966-1967. Il 23 ottobre 1966 realizza la sua prima rete in maglia romanista nel derby vinto contro la Lazio per 1-0. In due stagioni con i giallorossi ottiene 35 presenze in campionato, con 8 gol segnati.

Enzo affronta Bernardino Busi in un Brescia-Roma del 1969-1970

Nella stagione 1968-1969 i giallorossi lo cedono in prestito al Mantova, militante in Serie B. Inizia la stagione successiva nuovamente alla Roma, giocando la gara della prima giornata di campionato, persa per 1-0 sul campo del Bari il 14 settembre 1969, e le due gare di Coppa di Lega Italo-Inglese contro lo Swindon Town, risultato vincitore del trofeo, per poi essere venduto nel mese di novembre al Cesena, sempre militante in Serie B.
Nella stagione 1971-1972 si trasferisce al Napoli, non prima di essere andato in prestito per tre settimane al Bologna, con il quale giocò a Toronto nel giugno 1971 un triangolare insieme a Santos e West Ham United. A novembre il Napoli lo cede al Verona, con la cui maglia disputa 10 partite in Serie A. Seguono altre due stagioni in Serie B con il Novara, mentre nel 1974-1975 è al Foggia, sempre fra i cadetti. La sua carriera prosegue in Serie C con Reggina, Venezia, Omegna, Biellese, nuovamente Foggia e poi ancora Biellese, dove concluse la sua carriera nel 1983.
Pagò 200 000 lire di multa per aver tirato un rigore di tacco nella partita Cesena-Casertana di Coppa Italia. Nella sua carriera ha accumulato 64 giornate di squalifica.
Un collezionista di cartellini rossi. Il “Tifone” gli dedicò una vignetta nella quale il giocatore abborda una ragazza e le dice: ”Venga a casa mia signorina, le mostrerò la mia collezione di squalifiche…”. Uno dei “cattivi” più celebri. Anche se nella vita si narra che fosse tutt'altro. Si racconta ch'era sempre pronto a togliersi il cappotto per regalarlo a un mendicante infreddolito.

## Morte
È morto  l'11 gennaio 2021 a 74 anni all'ospedale di San Donà di Piave, dove era ricoverato per il COVID-19.

## Palmarès

### Club

#### Competizioni nazionali
- Campionato Interregionale: 1

Biellese: 1982-1983

### Individuale
- Capocannoniere della Serie B: 1

1972-1973 (15 reti)